# Lernanthropus capistroides
Lernanthropus capistroides is een eenoogkreeftjessoort uit de familie van de Lernanthropidae. De wetenschappelijke naam van de soort is voor het eerst geldig gepubliceerd in 1995 door Olivier & van Niekerk.